# Guy de Boulogne
Guy de Boulogne, o Guido de Bolonia, (* 1313 - † 25 de noviembre de 1373) fue un estadista y un cardenal francés de la Iglesia católica que sirvió durante el período del llamado Papado de Aviñón por 33 años. Participó en los cónclaves papales de 1352, 1362 y 1370, y fue el vicedecano del Colegio Cardenalicio. Sus misiones diplomáticas fueron extensas. Para el historiador estadounidense Kenneth Setton fue "una de las figuras dominantes de su época, y en las cartas de Petrarca abundan las referencias a él".

## Biografía

### Procedencia
Guy era el tercer hijo del conde Roberto VII de Auvernia, y su familia se encontraba conectada con las mayores casas de Francia y el Sacro Imperio Romano Germánico. Su hermana Matilde se casó con el conde Amadeo III de Ginebra, haciendo tío a Guy de cuatro condes sucesivos de Ginebra y del antipapa Clemente VII. La hija del hermano mayor de Guy, Juana, se casó con Juan, duque de Normandía, más tarde rey de Francia.

### Cardenalato
El 11 de octubre de 1340, el Papa Benedicto XII aprobó la elección de Guy como arzobispo de Lyon, siendo más tarde nombrado cardenal presbítero de Santa Cecilia, el 20 de septiembre de 1342.

### Servicio a los papas de Aviñón
El 22 de abril de 1346, Guy, junto al cardenal Hélie de Talleyrand, fue testigo del pacto entre el rey Juan I de Bohemia, su hijo, el futuro emperador Carlos IV y el papa Clemente VI. Entre 1348 y 1350, Guy viajó por Hungría y Lombardía como legado de Clemente, negociando la paz entre el antiguo reino y el reino de Nápoles. Los dos reinos habían estado en guerra desde el asesinato del príncipe húngaro Andrés, esposo de la reina de Nápoles Juana I, en 1345. Guy regresó a Aviñón el 7 de junio de 1350. Más tarde ese año fue nombrado cardenal obispo de Porto-Santa Rufina.
En 1351, Cola di Rienzo, desde su prisión en Praga, escribió una carta a Guy solicitando su ayuda en la obtención de su libertad y la dirección de una cruzada. 
El 8 de febrero de 1354, acompañado de Pedro I, duque de Borbón, y Robert Le Coq, obispo de Laon, encabeza la delegación mediadora enviada por Juan II de Francia para buscar un acuerdo de reconciliación con Carlos II de Navarra, que se materializa el 22 de febrero mediante el tratado de Mantes.
El 6 de abril de 1354 en Guînes, fue testigo de la firma por los representantes de Francia y de Inglaterra de un acuerdo preliminar para poner fin a la Guerra de los Cien Años. 
Fue nombrado el 17 de noviembre de 1358 como nuevo nuncio, sustituyendo al cardenal Guillermo de la Jugie. Con la acogida y auspicios del reino de Navarra, interesado en la mediación, el regente Luis de Navarra facilita la estancia de su primo y amigo tanto en Estella como sobre todo en Tudela «donde se desarrollan una especie de conferencias de paz». Entre 1359 y 1361 estuvo en España en otra legación, en el contexto de la guerra de los dos Pedros librada por Pedro IV de Aragón y Pedro I de Castilla, que se culminó en el tratado de Terrer firmado en Deza y Terrer a mediados de mayo de 1361: «aunque los dos reyes mostraron una teórica buena disposición ante la intervención del legado, la labor de éste iba a resultar a la postre estéril.»
Tuvo también un papel destacado, más tarde, durante las negociaciones de paz entre Carlos V de Francia y Carlos II de Navarra en 1366. 
En septiembre de 1362, tras la muerte del Papa Inocencio VI, el Colegio de Cardenales se dividió en dos facciones, una simpatizante de Guy, y la otra del cardenal Talleyrand. Finalmente, el cardenal William de Grimoard fue elegido por compromiso de ambas partes.
Guy volvió a ser legado papal, ahora en la península itálica, durante 1368 y 1369, y se reunió brevemente con su sobrino, el futuro Clemente VII. Ambos fueron testigos de un diploma imperial de Carlos IV en Lucca el 28 de febrero de 1369. Allí Guy estableció su cuartel general mientras se desempeñó como "teniente [lit. titular] y vicario general" para el Imperio "en las regiones [lit. partes] de Italia", después de haber sido nombrado "por nuestro Cesár majestad" Carlos IV.

### Últimas misiones
El 21 de diciembre de 1370, Guy realizó grandes elogios a Urbano V en sus exequias, en la iglesia de Notre-Dame-des-Doms en Aviñón. El 30 de diciembre, el cardenal Pierre Roger de Beaufort, fue elegido para suceder a Urbano. El 4 de enero, Guy le ordenó presbítero y al día siguiente le coronó como Papa Gregorio XI.
Entre 1372 y 1373, Guy emprendió su legación final en la península ibérica, su segunda en aquella zona, para tratar de hacer la paz entre Carlos II de Navarra y Enrique II de Castilla. Murió sin retornar a su patria, en Lérida, el 25 de noviembre de 1373. Su cuerpo fue enterrado en la abadía de Notre-Dame de Bouchet, en la archidiócesis de Clermont-Ferrand.  Existen rumores de envenenamiento por Carlos II.

## Sucesión
| Predecesor: Guillaume de Sure                                | Arzobispo de Lyon 1340 - 1342                     | Sucesor: Henri II de Villars |
| Predecesor: Guillaume de Sure                                | Primado de Francia 1340 - 1342                    | Sucesor: Henri II de Villars |
| Predecesor: Guillaume Pierre Godin (in commendam desde 1336) | Cardenal presbítero de Santa Cecilia 1342 - 1350  | Sucesor: vacante             |
| Predecesor: Bernard d'Albi                                   | Cardenal obispo de Porto-Santa Rufina 1350 - 1373 | Sucesor: Pietro Corsini      |
| Predecesor: Hélie de Talleyrand-Périgord                     | Decano del Colegio Cardenalicio 1364 - 1373       | Sucesor: Ángel de Grimoard   |